# Ján Franek
Ján Franek (Žilina, 14 aprile 1960) è un ex pugile slovacco, fino al 1992 cecoslovacco.

## Palmarès

### Olimpiadi
- 1 medaglia:
  - 1 bronzo (Mosca 1980 nei pesi superwelter)